# Административное здание МВД СССР
Администрати́вное зда́ние МВД СССР (изначальное название: административное здание НКВД СССР) располагается в Москве, в пределах Садового и Бульварного колец, по адресу Газетный переулок (в 1920—1993 годах — улица Огарёва), дом 6.

## История
Административное здание МВД СССР строилось с 1944 по 1946 год, архитектор И. И. Ловейко, главный архитектор Москвы с 1955 по 1960 год.
Здание построено по указанию Л. П. Берии в момент разделения НКВД на МГБ и собственно МВД.
Сейчас здание занимают Следственный комитет при МВД России и Департамент Кадрового Обеспечения МВД России. Здесь же обретается совет ветеранов МВД.
В 2001 году департамент инвестиционных проектов строительства Москвы сообщал, что город собирается выкупить здание у МВД для размещения там элитных квартир, а МВД, согласно этим планам, должно было построить себе новое здание на Калужской площади. Оглашалась сумма сделки в 18 миллионов долларов. Этого не произошло.

## Архитектура
Изначально здание должно было занимать целый квартал. 
Планировалось явно нечто грандиозное. С улицы этого не видать, но, глядя на поэтажные планы, четко можно увидеть — здание обрублено — это пятиэтажное чудо советской архитектуры явно должно было быть раза в 2 длиннее и уходить в сторону Большой Никитской.
Построена была только его часть, параллельная улице Огарёва.
Главный фасад декорирован массивными портиками и колоннадами.
Большая протяженность здания во многом предопределила его пластическое решение — мощная обходящая весь объем по периметру колоннада, поднятая на высокий, прорезанный арками стилобат. В художественном строе здания чувствуются мотивы триумфа, свойственные сооружениям, которые возводились в 1944—1945 гг. и в первые послевоенные годы.
По стилистике здание тяготеет к «сталинскому классицизму» и хорошо соотносится с классицистической застройкой Большой Никитской улицы. Это даже не сталинский, а практически классицизм конца XVIII века: стилизация полная.
В соответствии с проектом, здание должна была венчать колесница Славы.
На территории установлен мемориал воинам-чекистам (1970 год, архитектор П. С. Добровольский).

### Пристройка
Пристройка с/за левым торцом была сделана позже[когда?]

[кем?]. Её стиль радикально отличается от самого здания. Вдобавок, она на два этажа выше основного здания.